# Amal Essaouira
Maillots
L'Amal Sportive d'Essaouira (ASE) est un club sportif de basket-ball marocain, basé à Essaouira. Fondé en 1924 sous le nom de Association Sportive de Mogador.

## Palmarès

### Basketball
- Championnat du Maroc
  - Vice-champion : 2014[1].

- Coupe du trône
  - Finaliste : 2014[1].